# Úvaly
Úvaly (deutsch Auwal, älter auch Unfal bzw. Unfall) ist eine Stadt mit 7035 Einwohnern (Stand 2022) in Tschechien. Sie befindet sich 23 Kilometer östlich des Prager Stadtzentrums am Stadtrand von Prag und gehört zum Okres Praha-východ. Die Katasterfläche beträgt 1097 ha.

## Geographie

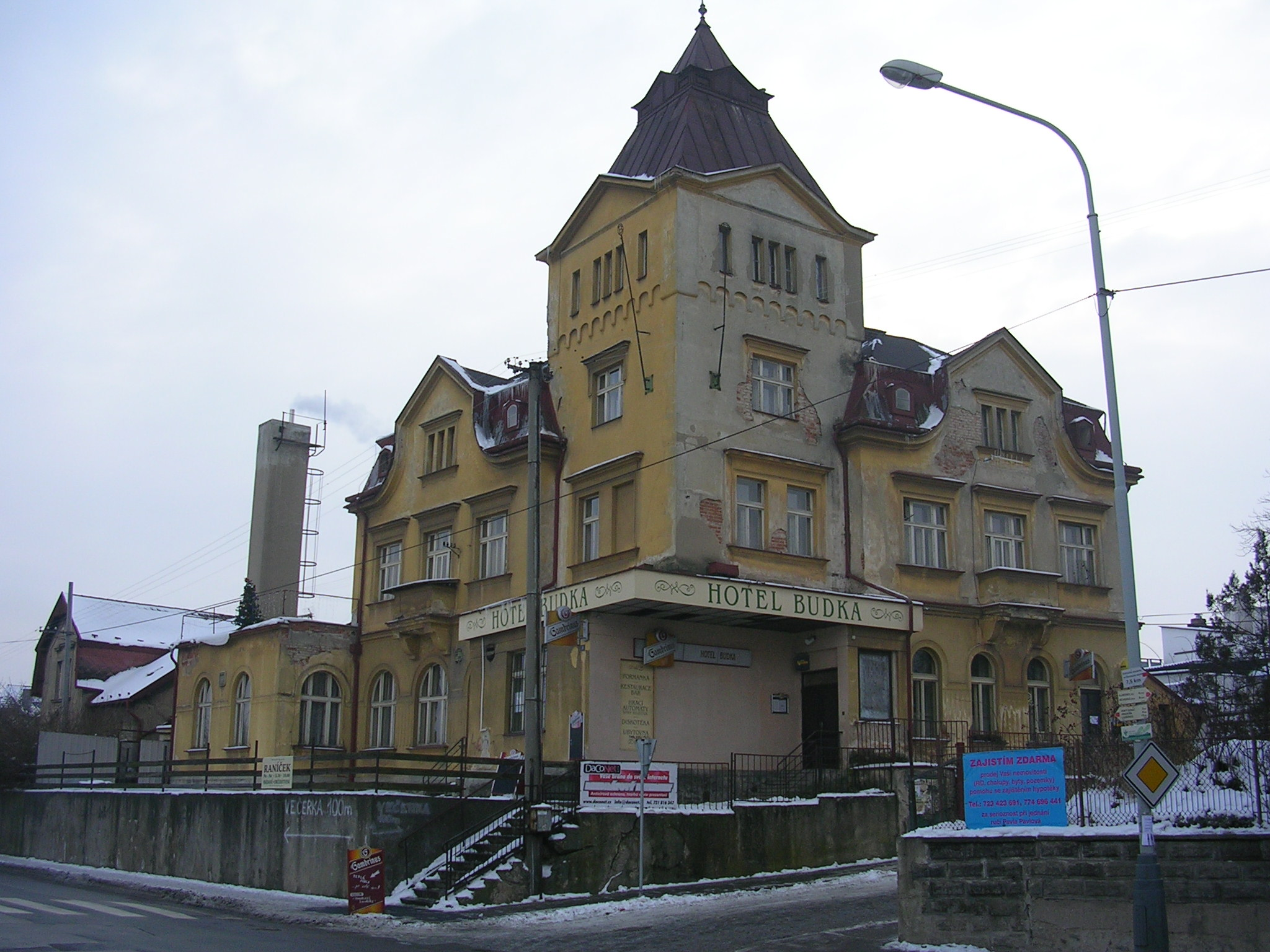
Hotel Budka

Úvaly liegt am Südostrand des Klánovický les (Fiederholz) in 253 m ü. M. an dem Flüsschen Výmola. Durch die Stadt führt die Eisenbahn von Prag nach Český Brod und die Staatsstraße Silnice I/12, die ebenfalls diese Städte verbindet und sich in Úvaly mit der Staatsstraße 101 von Říčany zur Autobahn D 11 und nach Brandýs nad Labem-Stará Boleslav kreuzt.
Die Výmola und ihre Zuflüsse Přišimaský potok und Škvorecký potok speisen im Stadtgebiet die Teiche Lhoták, Fabrák, Mlýnský rybník und den trockengelegten Hodovský rybník. Westlich der Stadt liegen die Überreste der Burg Skara.
Nachbarorte sind Nové Jirny und Horoušánky im Norden, Tlustovousy im Nordosten, Tuklaty und Rostoklaty im Osten, Límuzy und Přišimasy im Südosten, Škvorec im Süden, Dobročovice und Květnice im Südwesten sowie die Prager Ortsteile Újezd nad Lesy im Westen und Klánovice im Nordwesten.

## Geschichte

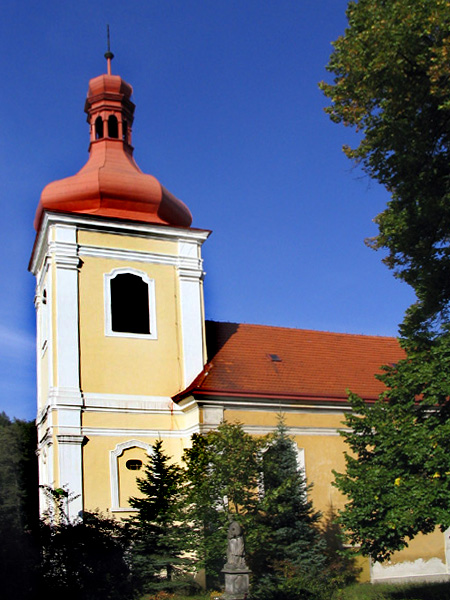
Die Kirche der Verkündigung des Herrn

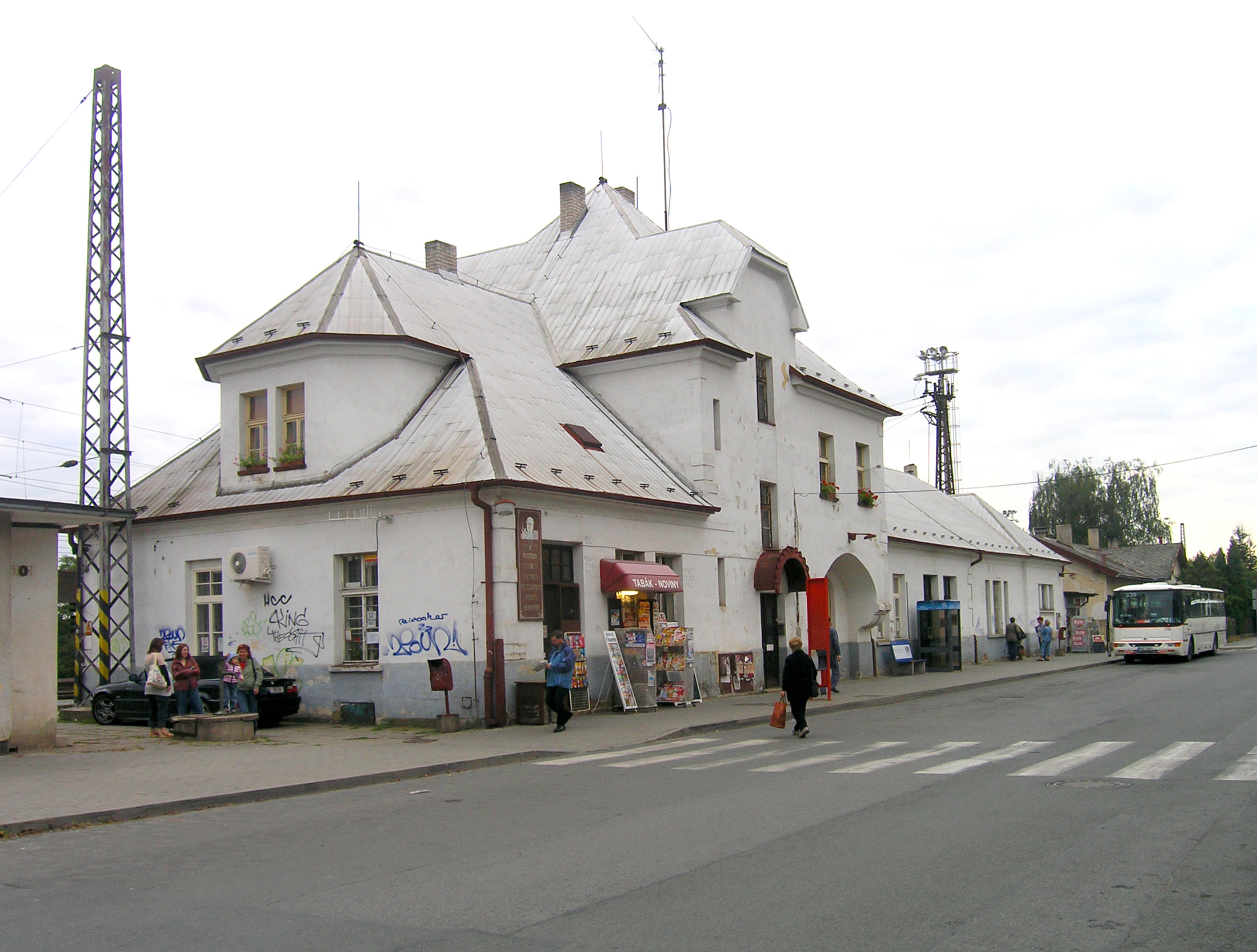
Der Bahnhof

Die erste urkundliche Erwähnung von Úvaly stammt aus dem Jahre 1290. Ab 1300 wurde der im Besitz von Prager Patriziern befindliche Ort als Markt bezeichnet. Úvaly gehörte teilweise zur Herrschaft Škvorec, die 1361 der Prager Patrizier Velflín Menhart Olbramovič erwarb. Diese Linie der Familie Wolfram (Olbramovici), die ursprünglich aus Eger stammte, benannte sich nach ihrem Sitz schließlich von Škvorec. Aus ihr entstammt der Prager Erzbischof Olbram von Škvorec. Wegen Überschuldung musste die Familie von Škvorec 1418 auch die Herrschaft Škvorec an ihre Gläubiger abtreten, und Jan z Klučova wurde neuer Besitzer. Nach weiteren Verkäufen erwarb 1462 Jan Čeněk z Klinštejna die Herrschaft.
Den anderen Anteil von Úvaly hielt die Familie von Hostyně, ihn erwarb 1560 ebenfalls die Familie Smiřický von Smiřice.
Der Ort den Václav Hájek z Libočan 1541 noch als Marktflecken bezeichnete, war durch die Schäden des Dreißigjährigen Krieges in die Bedeutungslosigkeit verfallen und wurde 1654 nur noch als untertäniger Flecken bezeichnet.
Nach den Herren von Klinštejn folgten die Herren von Stěžov, ab 1532 die Smiřický von Smiřice als Besitzer. Nach deren Aussterben fiel der Besitz an Albrecht von Waldstein, der die Herrschaften Škvorec, Kostelec und Uhříněves an Karl von Liechtenstein verkaufte. Bis zur Ablösung der Patrimonialherrschaften im Jahre 1850 blieben die Liechtensteiner Besitzer von Úvaly und hielten darüber hinaus bis ins 20. Jahrhundert umfangreichen Grundbesitz.
1754 wurde eine Poststation eingerichtet und 1854 erhielt der Flecken ein Postamt. 1835 wurde Úvaly wieder zum Marktflecken erhoben.
1844 begann unter Leitung von Jan Perner der Bau der Eisenbahnstrecke Prag-Olmütz, auf der am 20. August 1845 der erste Zug durch Auwal rollte. Dabei wurde über die Výmola ein 135 m langer Viadukt errichtet.
In der Mitte des 19. Jahrhunderts wurde der Bergbau auf Eisenerz aufgenommen, und in der Flur Na Ouvaláku wurden acht Schächte abgeteuft. Später entstand noch eine Ziegelei und die Zuckerfabrik.
1921 wurde die Schreibweise des Ortsnamens von Ouvaly in Úvaly geändert. Seit 1969 besitzt Úvaly Stadtrechte.

## Sehenswürdigkeiten
- Die Kirche der Verkündigung des Herrn wurde errichtet an Stelle einer 1342 durch Ernst von Pardubitz geweihten Kapelle. Ihre barocke Gestalt erhielt sie beim Umbau von 1742.
- Statue des Hl. Johannes von Nepomuk, errichtet 1701
- Statue des Ernst von Pardubitz aus dem Jahre 1869
- Das 135 m lange Eisenbahnviadukt Devět kanálů wurde 1844 errichtet
- Pfarrhaus, 1856 errichtet
- Schule, Neorenaissancebau aus der Zeit von 1911 bis 1912
- Gutshof aus der ersten Hälfte des 17. Jahrhunderts

## Festung Hostyně
Im südlichen Stadtviertel Slovany zwischen dem Přišimaský potok und der Straße nach Škvorec liegt der Hof Hostín. Die frühere Festung Hostyně, von der noch historisches Mauerwerk und unterirdische Gänge erhalten sind, soll der Geburtsort von Ernst von Pardubitz sein. Die Anlage ist nicht begehbar, der Hof dient als Autoverwertung und Sammelstelle für Sekundärrohstoffe.

## Persönlichkeiten
- Marie Majerová (1882–1967), tschechische Schriftstellerin, in Úvaly geboren
- Petr Gilbert (1966–2018), tschechischer Maler, in Úvaly geboren
- Karel Bittner (1965–2014), tschechischer Künstler und Umweltaktivist, verbrachte seine Jugend in Úvaly